# 联盟MS-07
联盟MS-07是俄罗斯宇航联盟号的第136次飞行，本次任务计划将远征54的三名宇航员送到国际空间站。2017年12月17日7时21分（UTC）飞船从哈萨克斯坦拜科努尔航天发射场发射升空，12月19日8时39分与国际空间站晨曦号实验舱对接，2018年6月3日与国际空间站解除对接并于哈萨克斯坦着陆。飞船返回地球时携带了由联盟MS-08带上国际空间站的2018年俄罗斯世界杯指定用球电视之星18，计划在世界杯开幕期间使用。

## 机组人员
| 职位        | 姓名              | 飞行次数 |
| ----------- | ----------------- | -------- |
| 指令长      | 安东·什卡普列罗夫 | 第3次    |
| 飞行工程师1 | 斯科特·廷格尔     | 第1次    |
| 飞行工程师2 | 金井宣茂          | 第1次    |

## 图集

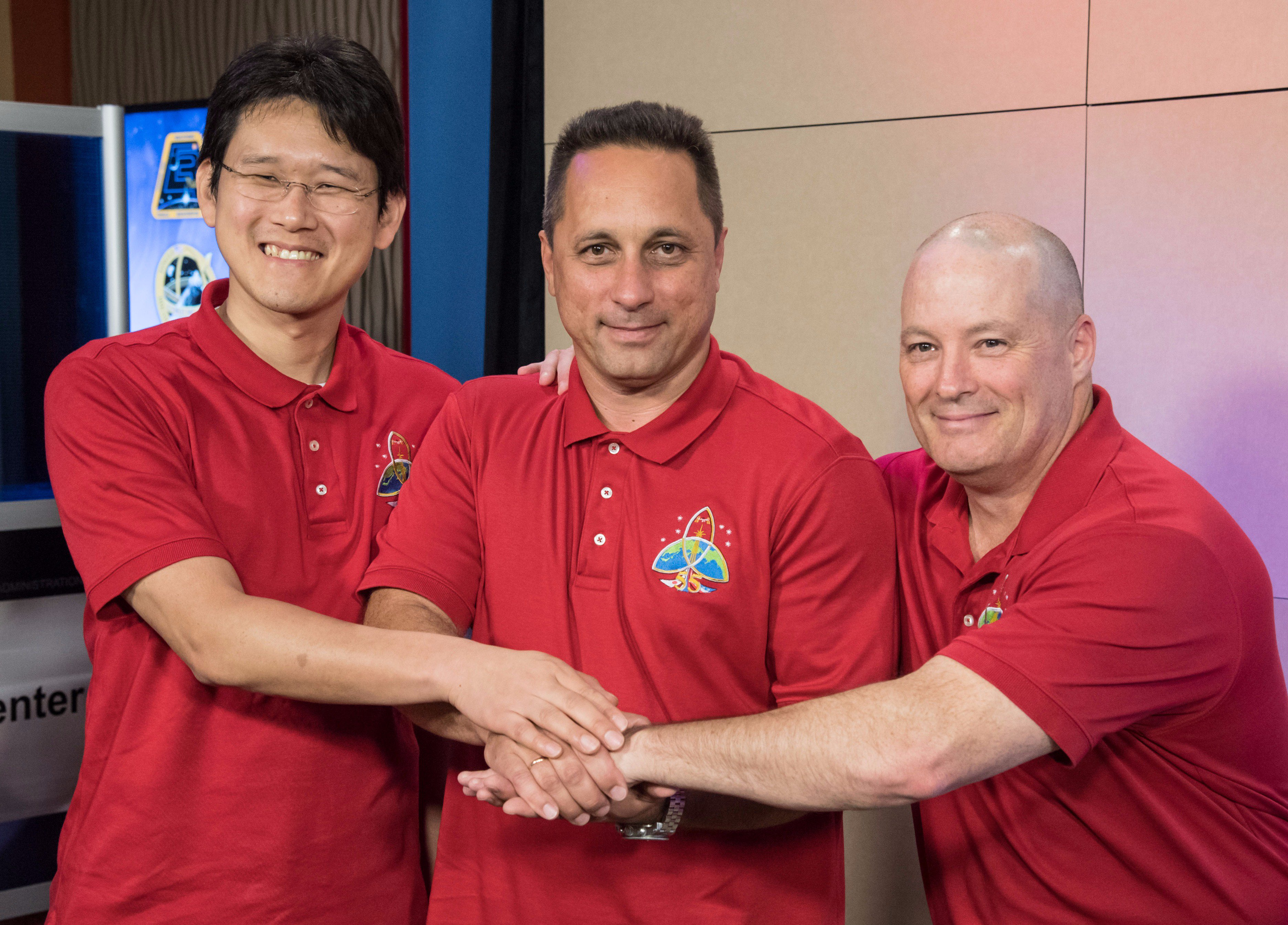
合影
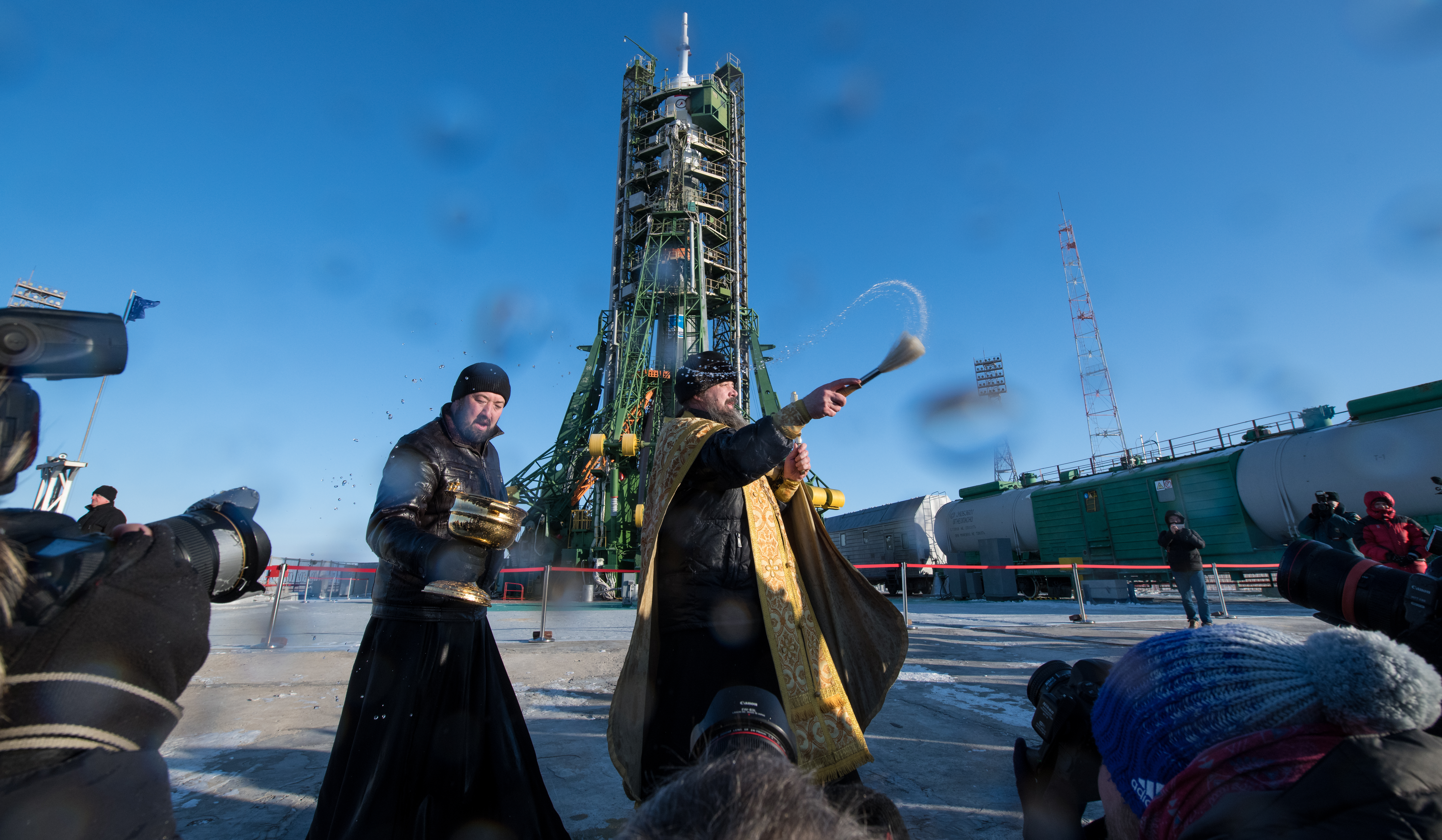
发射前，东正教牧师正在进行祈福仪式
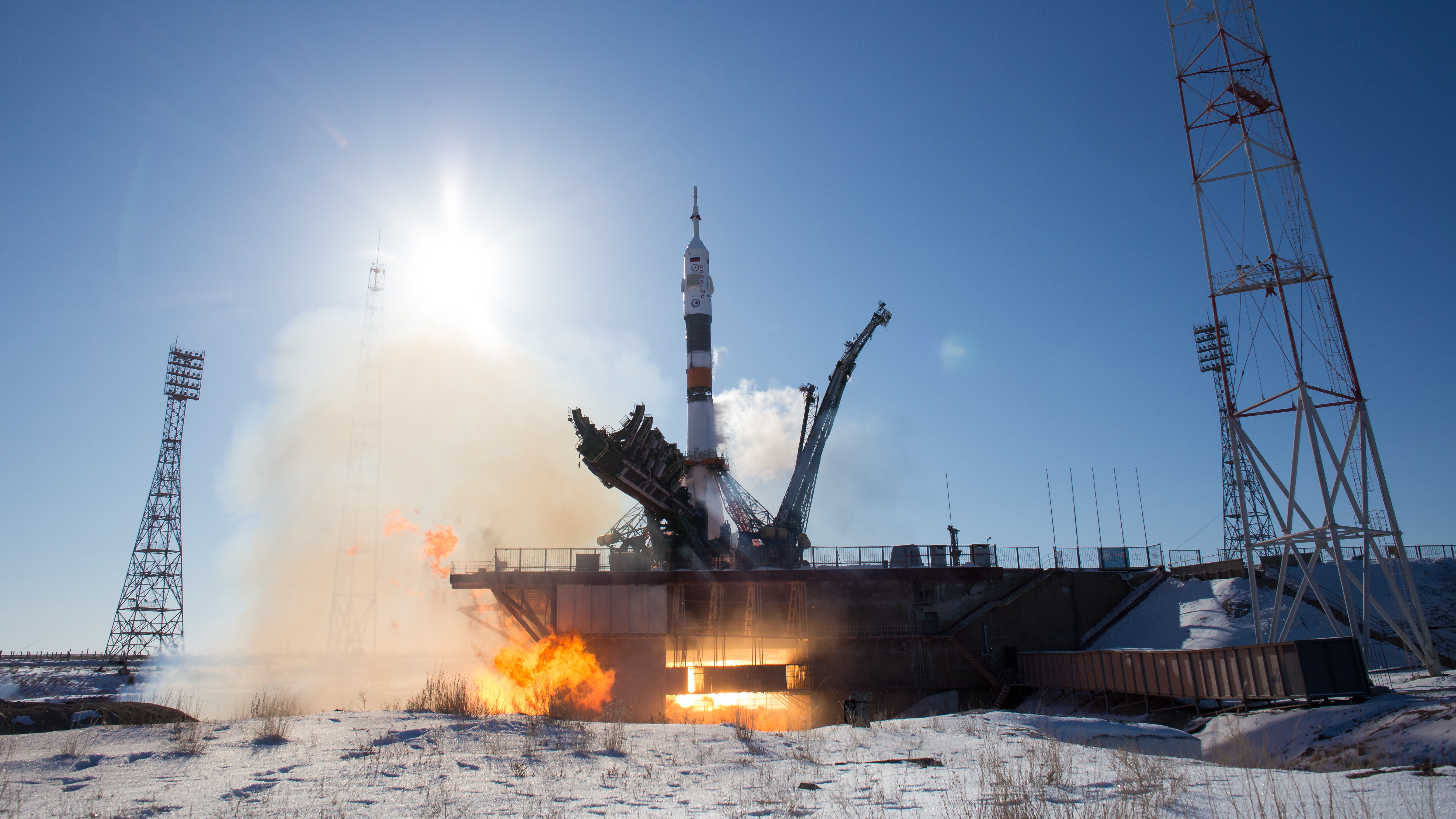
发射
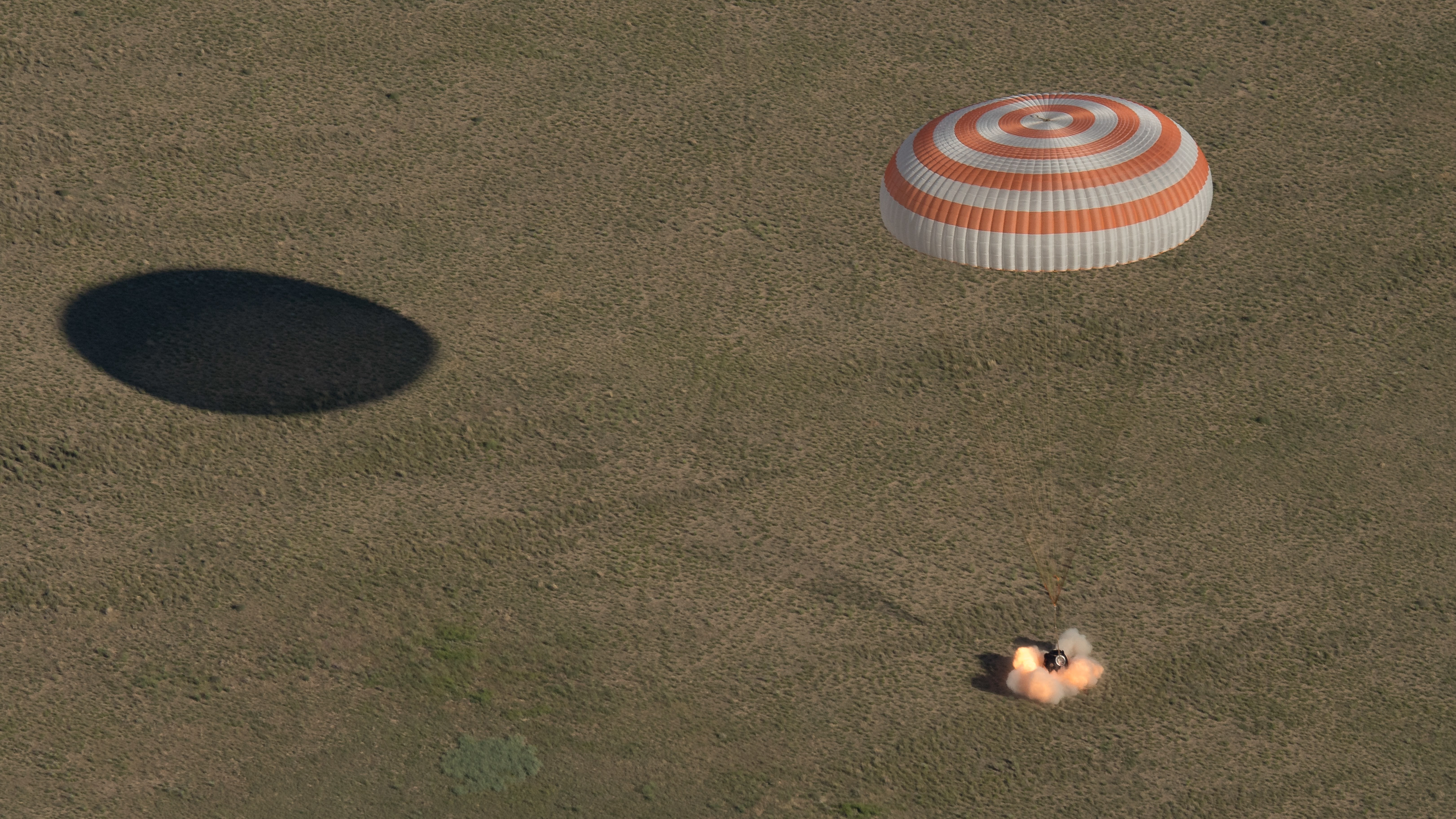
降落